# Shelly Manne
Shelly Manne (Nueva York, 11 de junio de 1920 - Los Ángeles, 26 de septiembre de 1984) fue un músico de jazz estadounidense, baterista y director de orquesta. Aunque representante destacado del jazz de la Costa Oeste (cool), también hizo aproximaciones al bop y al hard bop.

## Reseña biográfica
Manne creció en una familia musical; su padre, percusionista sinfónico y baterista, se opuso al deseo de Shelly de ser baterista y le compró un saxofón, que Shelly ni siquiera llegó a tocar. Al llegar a los 18, convenció a su padre de cuál era el instrumento indicado para él y se convirtió pronto en un profesional. Su primer trabajo fue como baterista en la orquesta de un barco con destino a Europa. Entre viajes pasaba su tiempo en la calle 52 y en Harlem, escuchando y aprendiendo música. Pronto se convirtió en una figura familiar en esos lugares y músicos famosos le pedían que tocase con ellos. Sus bateristas admirados fueron Jo Jones y, especialmente, Dave Tough.
Una noche de 1939, tocando en Kelly's Stables con Kenny Watts and his Kilowatts, fue escuchado por Ray McKinley quien lo recomendó a Bobby Byrnes. Tras ocho semanas en la big band de Byrnes, ocupó el lugar de Dave Tough con Joe Marsala cuando aquel se marchó a la orquesta de Benny Goodman. A esto le seguirían numerosos trabajos dentro de big bands: Bob Astor, Raymond Scott, Will Bradley (reemplazando a Ray McKinley), Les Brown. Después estuvo tres años y medio en las Fuerzas Armadas.
En Nueva York grabó con pequeños grupos liderados por Dizzy Gillespie, Coleman Hawkins, Ben Webster y otros. Tras dejar el ejército y trabajar en ocasiones en la calle 52, Shelly se unió a Stan Kenton en una asociación que lo haría famoso. 
Tras varios años con él, Shelly abandonó a Kenton en 1951 y se fue a vivir al sur de California, tocando en estudios cinematográficos, para espectáculos radiofónicos, en clubes nocturnos y enseñando música. Colaborará con los músicos de la West Coast, y especialmente con Shorty Rogers, Joe Mondragon y Jimmy Giuffre.
En noviembre de 1955 formó su propio grupo con el que grabaría repetidamente para la discográfica Contemporary. Realizó una gira por el país en la primavera y verano de 1956. Además, continuó colaborando en el cine (por ejemplo, en El hombre del brazo de oro de Otto Preminger).
Regenteó un club con cierta popularidad durante los años 1960 a 1974, el Shelly's Manne-Hole, donde experimentó con nuevos sonidos más libres, invitando a músicos como el trompetista Gary Barone y el saxo tenor John Gross. Tuvo una intervención en la película (The Gene Krupa Story) de Don Weis, donde Sal Mineo personificó a Krupa y Shelly interpretaba a un compañero en la banda; a cargo de él tuvo un pequeño solo de batería. A mediados de los setenta tocó con los L.A. Four y participó en 1983 en la grabación del álbum "Rampal Plays Joplin". Siempre destacado en percusión y batería, siguió muy activo hasta su muerte.

## Selección discográfica
- 1951: Here's That Manne	 	(Dee Gee)

- 1953: The West Coast Sound, Vol. 1	(Contemporary/OJC)

- 1953: New Works: Shelly Manne, Vol. 2	 	(Contemporary)

- 1953: Shelly Manne & His Men	 	(Contemporary)

- 1954: Shelly Manne, Vol. 3	 	(Contemporary)

- 1956: Shelly Manne, Vol. 4: Swinging Sounds	 	(Contemporary)

- 1956: More Swinging Sounds	(Contemporary/OJC)

- 1956: Shelly Manne & His Men, Vol. 5	 	(Contemporary)

- 1956: My Fair Lady	(Contemporary/OJC)

- 1959: At the Blackhawk, Vols. 1-5	 	(Contemporary)

- 1961: At the Manne-Hole, Vols. 1 & 2 	(Contemporary)

- 1977: Essence	 	(Galaxy)

- 1977: French Concert [live]	 	(Galaxy)